# Anisia fatua
Anisia fatua är en tvåvingeart som beskrevs av Wulp 1890. Anisia fatua ingår i släktet Anisia och familjen parasitflugor. Inga underarter finns listade i Catalogue of Life.